# Dasypogon auripilus
Dasypogon auripilus là một loài ruồi trong họ Asilidae. Dasypogon auripilus được Séguy miêu tả năm 1934. Loài này phân bố ở vùng Cổ Bắc giới.